# Armin Schreiner
Armin Mordekhai Schreiner (Kapronca, 1874. március 25. – Jasenovaci koncentrációs tábor, 1941. november 29.) befolyásos osztrák-magyar és jugoszláv iparos-bankár, zsidó aktivista és a prominens zágrábi Schreiner család „feje” volt.

## Élete és pályafutása
Armin Schreiner 1874. március 25-én született Kaproncán, Jakov (Julius)  és Khana (Hani) Schreiner zsidó szülők gyermekeként, akik a nyugat-magyarországi Körmend városából költöztek a szintén az Osztrák-Magyar Monarchia részét képező Horvátországba. A család akkor már mintegy 150 éve élt Körmenden. Armin 1900-ban feleségül vette budapesti unokatestvérét, Roza Schreinert, akitől hat gyermeke született: Ella, Ferdinánd, Hadumi, Leo (az Izraelbe való bevándorlás után vezeték- és keresztnevét Arije Aharonira változtatta), Mira, Otto és Vladimir.  Armin családjával Zágrábban, a Deželićeva utca 30. szám alatt található villában lakott, amelyet Lav Kalda zágrábi építész tervezett és kivitelezett. Vallásos ember volt, aki minden reggel siddurral imádkozott, imakendőbe burkolózva.
Nem sokkal Zágrábba költözése után Ferdo Stejskal „jobb kezeként” kapott állást a „Zagorka d.d.” gyárban. (mai utódai a „Tondach Hrvatska” és a „Zagorka d.o.o.” vállalatok),  amely téglát, csempét és egyéb kerámiatermékeket gyártott. A 20. század első évtizedében Armin nagyon sikeresen dolgozott a bedekovčinai kerámiatermékek előállításán és értékesítésén, amelyeket a belső és külső falburkolatokhoz Csehországból és Ausztriából is importált. Zágrábban még ma is számos, Armin Schreiner kerámiatermékeivel borított homlokzatú, magas építészeti értékű épület található. Armin pozíciója a Zagorkában egyre nőtt, és végül Ferda Stejskal utódja lett. 1909 és 1910 között a Deželićeva 30. szám alatt, közvetlenül a családi villa mellett fiókirodát létesített. Később több gyár tulajdonosa, illetve a „Zagorka d.d.” kerámiagyár kilencven százalékos tulajdonosaként az igazgatóság elnöke lett. Armin bedekovčinai gyára mintegy 800 munkást foglalkoztatott és az egész falunak adott munkát. Jelentős szerepe volt a horvát építőkerámia népszerűsítésében. Termékeit sikeresen és folyamatosan állította ki hazai gazdasági kiállításokon. A „Zagorkina” termékeket a 20. század első és második évtizedének minden nevezetes építkezésében kezdték alkalmazni. Később Ferdo Schreiner, Armin elsőszülött fia lett a gyár főigazgatója.
Armin a „Zagrebački zbor” részvénytársaság és a „Horvátországi és Szlavóniai Gyáriparosok és Kereskedők Szövetségének” alelnöke volt, valamint tagja volt az első zsidó szabadkőműves páholynak, a „Zagreb 1090 N.O. B'nai B'rith”-nek. A „Gradska štedionica” (ma „Zagrebačka banka”) alelnökeként az ipar mellett a bankszektorban is befolyásos poziciókat szerzett. A „Művészeti Társaság” tagjaként festőket és szobrászokat hívott meg együttműködésre. Károlyvárostól délre vásárolt egy telket, azzal a szándékkal, hogy egy a tuberkulózis kezelésére szolgáló kórházat létesítsen, amelyet a lánya, Ella vezetett volna. Ez a terv azonban növekvő zsidóüldözés miatt már nem valósulhatott meg. Hosszú ideig volt tagja a zágrábi zsidó önkormányzatnak (BIOZ), ahol aktívan vett részt az önkormányzat presbitériumának munkájában és ülésein. Tagja volt a „Narodni rad” asszimilációs társaságnak, amely minden horvát és más jugoszláv zsidó felekezeteket egyesített. A társaság kiemelkedő tagjai között szerepeltek Samuel David és Sándor Aleksander iparosok, Mirko Breyer könyvkereskedő-kiadó, Vladimir Šterk építész és mások. Az 1920-as években azonban összetűzésbe került a BIOZ egyes tagjaival. Egy alkalommal tiltakozott amiatt, hogy a „Keren Kajemet LeIsrael” zsidó nemzeti alapítvány elnöke, Menachem Usiškin, akit „agitátornak és demagógnak” nevezett, zágrábi látogatása során beszédet mondhatott egy zsinagógában. Armin úgy vélte, hogy „a templomot politikai célokra használták”.

### Üldöztetése és halála
A második világháború előestéjén, 1938-ban Armin legfiatalabb fia, Leo úgy döntött, hogy kivándorol Palesztinába. Bár Armin határozottan ellenezte, hogy Leo elhagyja családját, cégét és országát, de a történelmi események sajnos Leót igazolták. Amikor már nyilvánvaló volt, hogy a Wehrmacht megszállja a Jugoszláv Királyságot, a Schreiner család tagjai azon töprengtek, hogy kivándoroljanak-e, amíg még lehet, vagy maradjanak. Armin úgy érezte, maradnia kell, tekintettel arra, hogy – mint mindig mondta – „soha nem ártott senkinek, hanem éppen ellenkezőleg, mindig őszintén kiállt családja és az ország javáért, ahol született”. Armin nem akarta elhagyni a gyárat sem, és ezzel a munkásait az utcára tenni. 1941 májusában, a jugoszláv zsidók kiirtásának első szakaszában az újonnan létrejött Független Horvát Állam (NDH) területén az usztasák letartóztatták őt és családját, elfoglalták Schreinerék Deželićeva utcai villáját és a bedekovčinai gyárat. Valamennyiüket együtt deportálták a horvát tengerparton lévő koncentrációs táborokba (Metajna és Slano). Innen Armint a jasenovaci koncentrációs táborba deportálták, ahol 1941. november 29-én megölték. Armin feleségét, Rozát és lányát Mirát az egyik usztasa táborban ölték meg Pag szigetén. Vlagyimir fiát a jadovnói koncentrációs táborban, Ottó fiát Szalonikiben,  Ferdo fiát az auschwitzi koncentrációs táborban,unokáját, Helgát édesanyjával, Greta Schreinerrel az ógradiskai koncentrációs táborban gyilkolták meg. Armin népes családjából kevesen élték túl a holokausztot, a túlélők között volt Leo fia és unokái, Paul Schreiner és Fedor Lederer is.

## Fordítás
Ez a szócikk részben vagy egészben  az   Armin Schreiner című szerbhorvát Wikipédia-szócikk ezen változatának fordításán alapul.  Az eredeti cikk szerkesztőit annak laptörténete sorolja fel. Ez a jelzés csupán a megfogalmazás eredetét és a szerzői jogokat jelzi, nem szolgál a cikkben szereplő információk forrásmegjelöléseként.